# アティーヤ・アブドゥッラフマーン
アティーヤ・アブドゥッラフマーン（アラビア語: عطية عبد الرحمن、英語：Atiyah Abd Al-Rahman、1969年 - 2011年8月22日）は、アルカーイダの幹部。2011年8月22日にパキスタン北西部ワズィーリスターン地区で空爆により死亡した。
アルカーイダの思想に共鳴するアラブ諸国のイスラム主義組織と、アルカーイダ指導層とのパイプ役を務めた。アルカーイダの作戦部門責任者を務め、ウサーマ・ビン・ラーディンの死後には、副官から指導者に昇格したアイマン・ザワーヒリーに次ぐ地位に就いたとされる。英語圏ではAtiyah Abdul-Rahmanなどと表記され、日本のメディアではアティヤ・アブドゥルラフマンなどと表記される。

## 活動
1990年代初頭、ムジャーヒディーンとしてアフガニスタンでのジハードに参加した際、ウサーマ・ビン・ラーディンと出会い、アルカーイダのメンバーとなった。後に、同氏から「イランにおけるアルカーイダの代理人」に任命され、同国のみならずイラクやマグリブ諸国で活動するイスラム主義組織とアルカーイダとのパイプ役を務めるようになる。
アメリカ軍の発表によれば、イラク戦争当時にイラクの聖戦アル＝カーイダ組織の指導者として活動していたアブー・ムスアブ・アッ＝ザルカーウィーが空爆で死亡した際、同氏の隠れ家から「2005年11月11日」の日付と「アティーヤ」の署名が入った、シーア派民兵組織マフディー軍に対する攻撃を止めるよう迫る手紙が発見されたとされる。